# 清江乡 (武宁县)
清江乡，是中华人民共和国江西省九江市武宁县下辖的一个乡镇级行政单位。

## 行政区划
清江乡下辖以下地区：
清江村、龙石村、塘里村、汉桥村、大田村、罗洞村、车下村和旵头村。